# Distretto di Kohistanat
Il distretto di Kohistanat è un distretto dell'Afghanistan appartenente alla provincia di Sar-e Pol.